# Antonio Rago
Antonio Rago (São Paulo, 2 de julho de 1916 – São Paulo, 24 de janeiro de 2008) foi um violonista e compositor brasileiro. Foi autor de mais de 400 composições e um dos responsáveis pela introdução do violão elétrico no Brasil.
Seus pais eram italianos e imigraram para o Brasil no início do século XX. Desde criança interessou-se por música. Começou a tocar violão com 14 anos e, em 1933, iniciou seus estudos de violão clássico. 
Foi integrante do regional de Armando Neves, o Armandinho, que se apresentava no rádio. Ao longo dos anos, acompanhou artistas como Silvio Caldas, Francisco Alves e Aracy de Almeida.
Quando o regional perdeu força, em meados dos anos 60, passou a produzir programas de rádio em diversas cidades paulistas, entre as quais Santos e Campinas. Passou também a lecionar violão. 
Lançou cerca de dez LPs, entre os quais Especialmente para você e Solos de violão.

## Discografia
- Violões
- Solos de violão
- Rago
- Especialmente para você
- Recital de violão
- Balada do teu passo/Vai com Deus